# Чорний Віталій Валерійович
Віталій Валерійович Чорний (нар. 27 січня 1983 м. Київ)  — український громадський діяч, журналіст. Учасник Революції Гідності, волонтер, актор-аматор, ведучий «Всесвітньо-Броварського телебачення».
Керівник центру підготовки добровольчого батальйону «Свята Марія» (2014—2016).

## Життєпис

### Навчання
Гімназія № 32, Київ.
Випускник Києво-Могилянської академії. За фахом  — молекулярний біолог.

### Посада
Заступник начальника штабу ГО «Всеукраїнський союз ветеранів АТО».

#### Політична діяльність
2013  — балотувався до Верховної Ради від м. Черкаси. За словами Віталія те балотування не мало серйозної мети.

### Нагороди
Нагороджений почесною відзнакою «За оборону Маріуполя».

### Захоплення
Активні види спорту  — альпінізм, гірські лижі.
Захоплюється подорожами до Чорнобильської зони відчуження, брав участь у зйомках декількох фільмів про сталкерів.

### Творчість
2017  — Як актор брав участь у театральній виставі за п'єсою Дмитра Корчинського «Посттравматична рапсодія», у цьому ж році продюсер екранізації вистави, зіграв у фільмі роль Бродника.
2018  — виконував роль Сталіна в комедії за п'єсою Корчинського «Віденська кава».
2020  — виконавець однієї з головних ролей епічної драми за п'єсою Корчинського «В.О.П.».
Ведучий інтернет-програми «Всесвітньо-Броварське телебачення».